# شريف الربيعي
شريف الربيعي (1943 - 1997م)، هو شاعر وكاتب وصحافي عراقي. من مواليد بغداد عام 1943م، وبدأ رحلته مع الكتابة في الستينيات من القرن العشرين حيث كتب أولى قصائده «السلام». وفي عام 1967م عمل في جريدة «النصر» البغدادية التي كان يصدرها عطا شهاب، وغادر عام 1969 إلى الأردن ليندرج في المقاومة الفلسطينية وإعلامها، وانتهى الأمر به إلى التنقل مابين دمشق وقبرص وبيروت، كاتبا في «السفير» و«الآداب» و«مواقف» و«الكرمل» كما حرر مجلات منها «إلى الامام» في بيروت و «الأفق» في قبرص.
شاعر مجدد، ينتمي شعره عروضيًا إلى النمط التفعيلي في التزام السطر الشعري، يعبر به عن رؤيته الخاصة، التي تتجسد فيها المرارة، وشعوره الدائم بعدم 
العدالة والخسارة المستمرة، له قصائد في رثاء أصدقائه وبعض الشخصيات العامة، 
والتعبير عن المحن الإنسانية. يعتمد في بعض قصائده تكثيف الصورة وتقطيع القصيدة إلى عناوين جانبية يختزل في كل منها مراحل تاريخية بأكملها، وله قدرة على توليد

## وفاته
توفي في بيروت عام 1997 بعد صراع مع مرض السرطان عن عمر يناهز 54 عاماً.

## من مؤلفاته
- «قراءة في عذابات تل الزعتر». 1978
- «أشقاء الاماكن»